# 佛罗伦萨圣母领报大殿

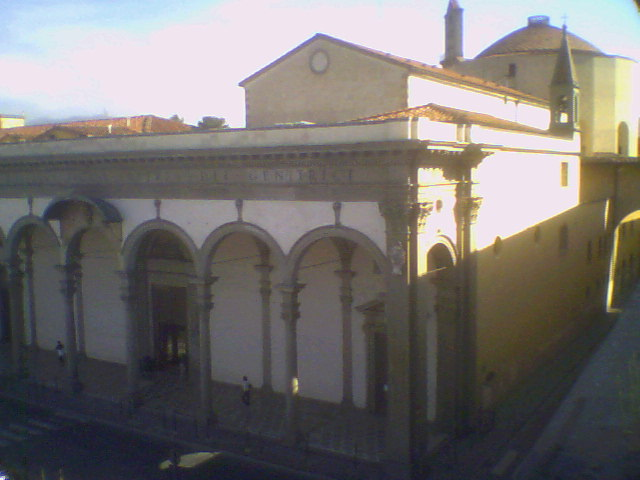
佛罗伦萨圣母领报大殿

佛羅倫斯聖母領報大殿（Basilica della Santissima Annunziata）是意大利佛罗伦萨的一座罗马天主教次级圣殿，圣母忠仆会的总会，位于同名的圣母领报广场东北侧。
这座教堂由圣母忠仆会的7位发起人创立于1250年，一位修士开始创作《圣母领报》图，但是后来放弃了，因为他认为自己无法创作足够美丽的图画，应该是天使在他睡觉时完成。这幅画被安放在教堂里，受人尊敬，1444年曼图亚的贡扎加家族出自捐建了一个特别祭坛。最初委托米開羅佐建造，但是由于贡扎加的Ludovico三世特别钦佩莱昂·巴蒂斯塔·阿尔伯蒂，阿尔伯蒂在1469年获得委任。但是由于已经建成的基础，他的眼光受到了限制。工程完成于1481年，在阿尔伯蒂去世之后。虽然教堂在17世纪增加了巴洛克装饰，但是仍然可以看见穹顶下面、祭坛周围圆形空间的基本形状。 
教堂的立面是在1601年由建筑师乔瓦尼·巴蒂斯塔·卡奇尼增建，仿照了伯鲁乃列斯基的孤兒院的立面。育婴堂对面的建筑，由安东尼奥·达·罗桑加罗设计，在1520年代也赋予了伯鲁乃列斯基立面。 
这座教堂内部充满了从14世纪到19世纪的艺术杰作
管风琴(1628)是佛罗伦萨最古老的，也是全意大利第二古老的管风琴。